# Pyuthan (stad)
Pyuthan of Pythan Khalanga is een dorpscommissie (Engels: village development committee, afgekort VDC; Nepalees: panchayat) in het zuiden van Nepal, en tevens de hoofdplaats van het gelijknamige district Pyuthan. De dorpscommissie telde bij de volkstelling in 2001 5663 inwoners, in 2011 5860 inwoners. Ze ligt 175 km ten westen van de hoofdstad Kathmandu.